# محمدرضا اصفهانی (معمار)
استاد محمدرضا پسر حسین بنای اصفهانی از زبردست‌ترین معماران دوره صفوی است. از آثار جاویدان معماری او می‌توان مسجد شیخ لطف‌الله در شرق میدان نقش جهان را نام برد. این بنای مهم و تاریخی در زمان پادشاهی شاه عباس اول در مدت ۱۶ سال بین سال‌های سال ۱۰۱۲ تا ۱۰۲۸ ه‍.ق ساخته شده است.